# Liste der Monuments historiques in Cambronne-lès-Clermont
Die Liste der Monuments historiques in Cambronne-lès-Clermont führt die Monuments historiques in der französischen Gemeinde Cambronne-lès-Clermont auf.

## Liste der Bauwerke
| Bezeichnung          | Beschreibung                  | Standort | Kennzeichnung | Schutzstatus | Datum | Bild           |
| -------------------- | ----------------------------- | -------- | ------------- | ------------ | ----- | -------------- |
| Kirche St-Étienne    | Erbaut ab dem 12. Jahrhundert | (Lage)   | PA00114560    | Classé       | 1975  | weitere Bilder |
| Reste eines Calvaire | Erbaut im 15. Jahrhundert     | (Lage)   | PA00114559    | Inscrit      | 1927  | weitere Bilder |

## Liste der Objekte

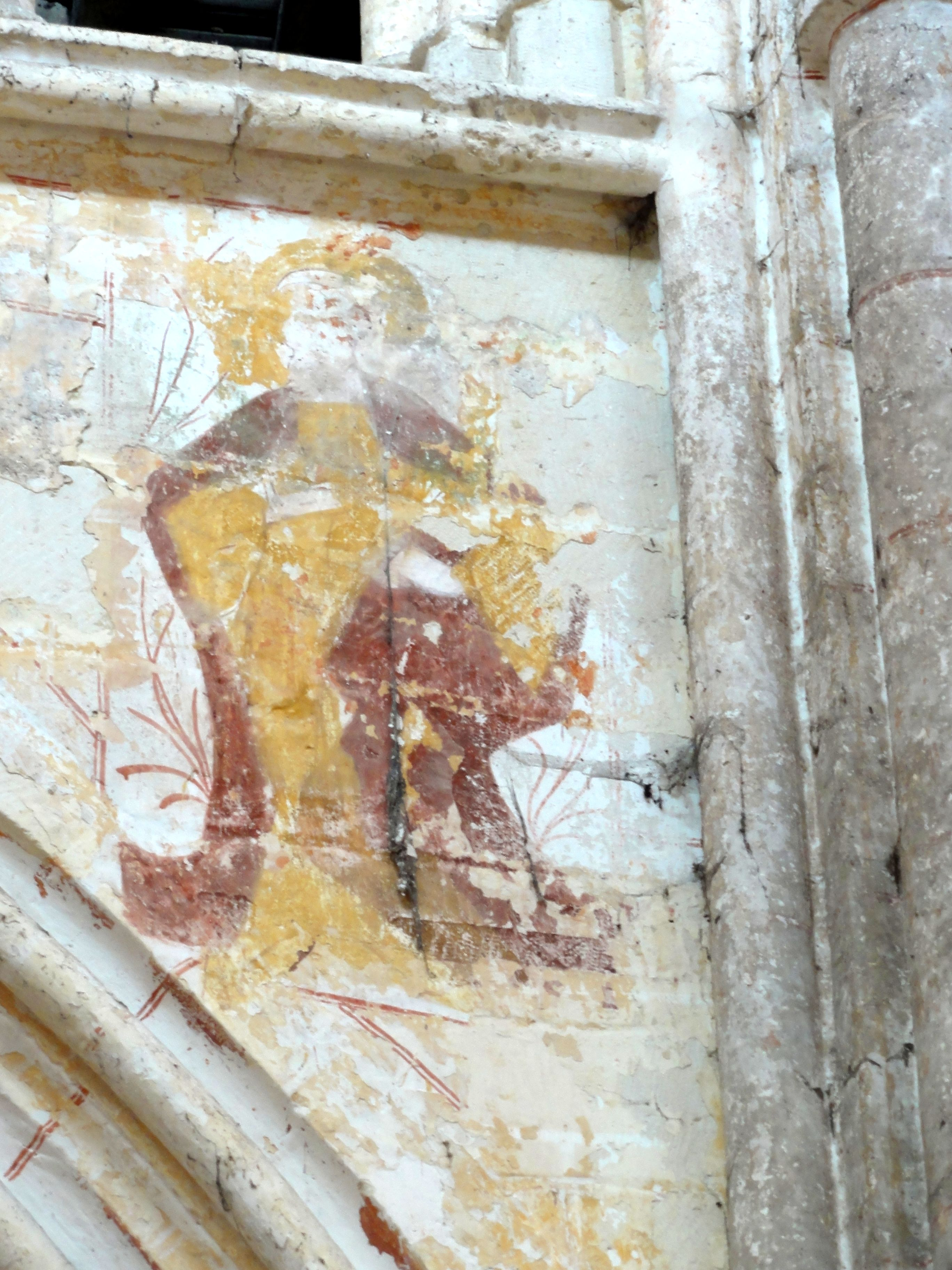
Fresko in der Kirche St-Étienne

- Monuments historiques (Objekte) in Cambronne-lès-Clermont in der Base Palissy des französischen Kultusministeriums